# Ахмад Таджуддин
Ахмад Таджуддин (4 июня 1913  — 4 июня 1950) — двадцать седьмой султан Брунея с 1924 по 1950 год из династии Болкиах.

## Биография
Родился в семье Мухаммада Джамалуль Алама II. С самого детства готовился к тому, чтобы стать султаном. 
После смерти отца Ахмад Таджуддин вступил на престол, но поскольку ему было 11 лет страной управлял Регентский совет. Во время его правления Бруней стал экспортировать нефть, что увеличило богатство страны.
Был коронован 17 марта 1940 года, позже у него были конфликты с британским резидентом Джоном Блэком. По его просьбе многие брунейцы, обученные британскими представителями, были приняты на государственную службу. Во время Второй мировой войны Бруней был оккупирован Квантунской армией, которые отстранили султана от управления страной.
После освобождения страны вернулся к управлению страной; в его правление был написан гимн Брунея, вышедший в 1947 году.
Четыре раза вступал в брак, но ни от одной из жён не имел наследника по мужской линии. 
После внезапной смерти 4 июня 1950 года ему наследовал младший брат, Омар Али Сайфуддин III.